# Peter Rauhofer
Peter Rauhofer, né le 29 avril 1965 à Vienne et mort le 7 mai 2013, est un disc jockey, remixeur et producteur autrichien.
Anciennement connu sous le nom de Club 69, ainsi que Queen Size, il a gagné une bonne notoriété pour ses remixes d'artistes tels que Cher (Believe), Whitney Houston (Whatchulookinat) ou Madonna (Nothing Really Matters, American Life, Nothing Fails, etc.), ainsi que ses collaborations avec Britney Spears (Me Against the Music) ou Janet Jackson (Throb).